# Slutligt beslut
Slutligt beslut är i svensk processrätt ett beslut genom vilket en domstol avslutar sin behandling av ett mål (skiljer målet från sig) utan att meddela dom. Exempel på slutliga beslut är beslut om avskrivning och avvisning av mål.